# Amt Plau am See
L'amt Plau am See est un Amt de l'arrondissement de Ludwigslust-Parchim dans le land de Mecklembourg-Poméranie-Occidentale, au nord de l'Allemagne.

## Communes
1. Barkhagen (601)
2. Ganzlin (1453)
3. Plau am See, (6 070)